# Ropica andamana
Ropica andamana är en skalbaggsart som beskrevs av Stefan von Breuning 1973. Ropica andamana ingår i släktet Ropica och familjen långhorningar. Inga underarter finns listade i Catalogue of Life.